# Harris Yulin
Harris Yulin (Los Angeles, 5 november 1937 – New York, 10 juni 2025) was een Amerikaans acteur.

## Biografie
Yulin woonde na zijn studie in Italië en wilde daar zijn carrière opstarten als kunstschilder. Hierna verhuisde hij naar Tel Aviv om daar te beginnen als acteur in het theater in de jaren zestig. Daarna keerde hij weer terug naar Amerika om zijn carrière als acteur in te leiden. 
Yulin begon in 1970 met acteren voor televisie in de film Maidstone. Hierna heeft hij nog meer dan 130 rollen gespeeld in films en televisieseries zoals Scarface (1983), The Believers (1987), Candy Mountain (1988), Ghostbusters II (1989), Clear and Present Danger (1994), Cutthroat Island (1995), The Hurricane (1999), Rush Hour 2 (2001), 24 (2002-2003), Nikita (2011-2012). 
Yulin was ook actief in het theater, hij maakte in 1980 zijn debuut op Broadway met het toneelstuk Watch on the Rhine. Hierna heeft hij nog meerdere rollen gespeeld op Broadway.
Yulin was getrouwd, in 1993 is zijn vrouw overleden. Yulin overleed op 10 juni 2025 op 87-jarige leeftijd.

## Filmografie

### Films
Selectie:
- 2018 Wanderland - als Charles
- 2012 The Place Beyond the Pines – als Al Cross
- 2010 My Soul to Take – als dr. Blake
- 2001 Training Day – als Doug Rosselli
- 2001 American Outlaws – als Thaddeus Rain
- 2001 Rush Hour 2 – als agent Sterling
- 2000 The Million Dollar Hotel – als Stanley Goldkiss
- 1999 The Hurricane – als Leon Friedman
- 1997 Hostile Waters – als admiraal Quinn
- 1997 Bean: The Ultimate Disaster Movie – als George Grierson
- 1997 Murder at 1600 – als General Clark Tully
- 1996 Multiplicity – als dr. Leeds
- 1995 Cutthroat Island – als Black Harry
- 1994 Clear and Present Danger – als James Bryant
- 1992 Final Analysis – als aanklager
- 1992 The Heart of Justice - als Keneally (tv-film)
- 1989 Ghostbusters II – als rechter Stephen Wexler
- 1988 Another Woman – als Paul
- 1988 Candy Mountain – als Elmore Slik
- 1987 Fatal Beauty – als Conrad Kroll
- 1987 The Believers – als Robert Calder
- 1983 Scarface – als Mel Bernstein
- 1976 St. Ives – als rechercheur Oller
- 1975 Night Moves – als Marty Heller
- 1970 End of the Road – als Joe Morgan

### Televisieseries
*Uitgezonderd eenmalige gastrollen.
- 2019 Divorce - als Gordon - 4 afl.
- 2018-2019 Billions - als rechter Funt - 3 afl.
- 2017-2018 Ozark - als Buddy Dieker - 12 afl.
- 2016 - 2017 Unbreakable Kimmy Schmidt - als Orson Snyder - 5 afl.
- 2016 Veep - als James Whitman - 2 afl.
- 2011 – 2012 Nikita – als admiraal Bruce Winnick – 3 afl.
- 2010 Rubicon – als Tom Rhumor – 2 afl.
- 2008 Cashmere Mafia – als Rafe Gropman – 2 afl.
- 2005 Third Watch – als Jonathan Turner – 2 afl.
- 1998 – 2004 American Masters – als verteller – 2 afl.
- 2002 – 2003 24 – als Roger Stanton – 9 afl.
- 2003 Mister Sterling – als senator Wilson – 3 afl.
- 1999 – 2002 Buffy the Vampire Slayer – als Quentin Travers – 4 afl.
- 1990 – 1991 WIOU – als Neal Frazier – 14 afl.
- 1984 – 1985 As the World Turns – als Michael Christopher - ? afl.
- 1981 Meeting of Minds – als Leonardo da Vinci – 2 afl.
- 1979 Meeting of Minds – als William Shakespeare – 2 afl.

## Theaterwerk opBroadway
- 2001 – 2002 Hedda Gabler – als rechter Brack
- 1999 – 2000 The Price – als Walter Franz
- 1997 – 1998 The Diary of Anne Frank – als Mr. Van Daan
- 1992 The Visit – als Anton Schill
- 1980 – 1981 A Lesson from Aloes – als Piet Bezuidenhout
- 1980 Watch on the Rhine – als Teck de Brancovis

- Bibsys: 8037834
- Bibliothèque nationale de France: cb13946299v (data)
- Gemeinsame Normdatei: 1020546956
- International Standard Name Identifier: 0000 0003 6048 3158
- Library of Congress Control Number: n96052051
- Nationale Bibliotheek van Tsjechië: xx0067785
- Nationale Bibliotheek van Israël: 987007447772905171
- Système universitaire de documentation: 186307276
- Virtual International Authority File: 48493207
- WorldCat: E39PBJd3MxKM39JXwCFg7gjV4q